# Linacre Professor of Zoology

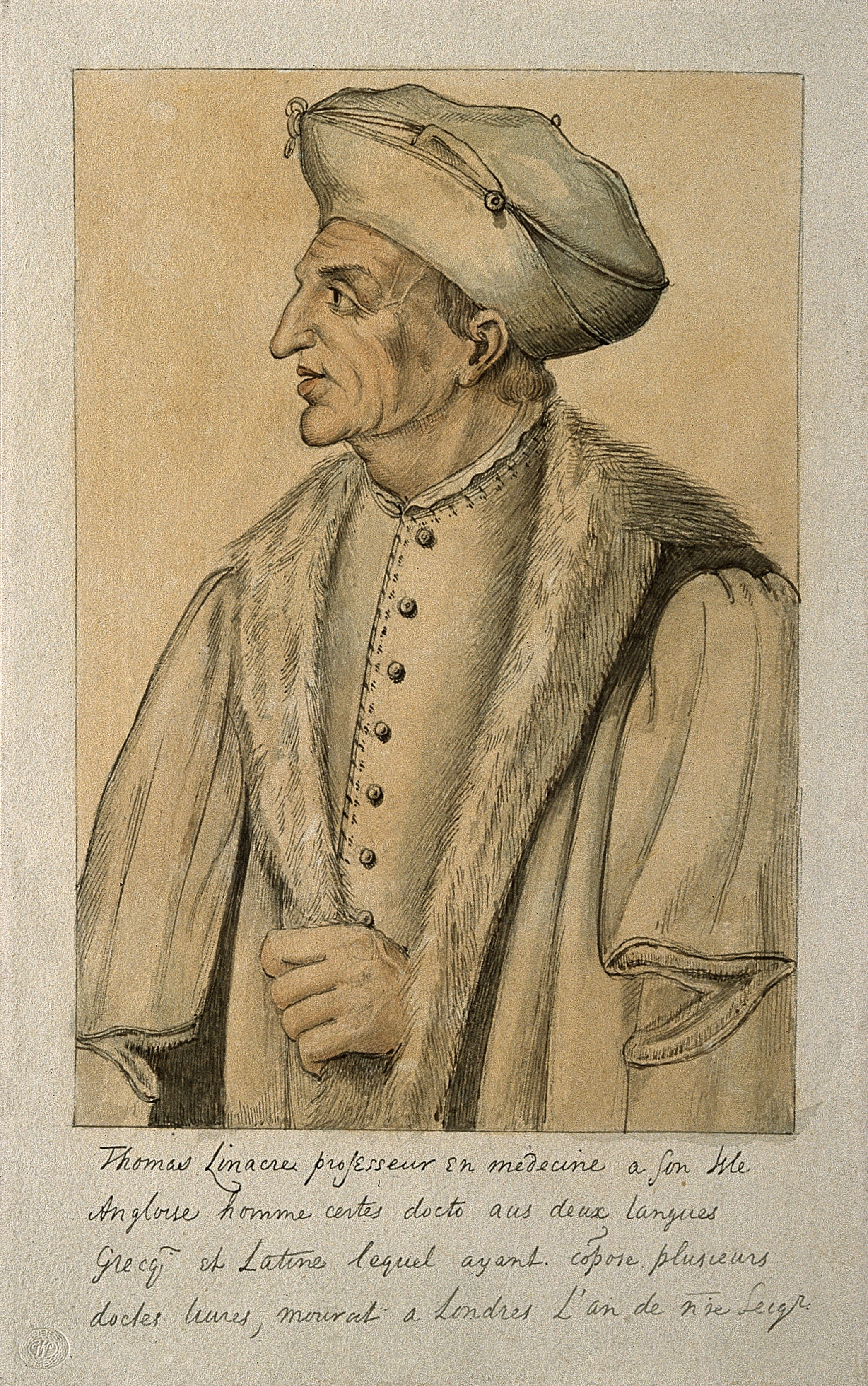
Thomas Linacre, Lynaker (ok. 1460–1524)

Linacre Professor of Zoology – stanowisko profesorskie na Uniwersytecie Oksfordzkim (współcześnie na Wydziale Zoologii), utworzone w 1857 roku dla upamiętnienia Thomasa Linacre (ok. 1460–1524), przedstawiciela humanizmu renesansowego, lekarza Henryka VIII, założyciela Royal College of Physicians i wykładowcy medycyny greckiej w Oksfordzie i w Cambridge. Od czasu utworzenia stanowiska jest ono powierzane zasłużonym przyrodnikom i lekarzom mającym cechy „ludzi renesansu”, wykładowcom nie tylko tradycyjnej zoologii a również np. fizjologii, anatomii lub anatomii porównawczej, mikrobiologii, epidemiologii, ekologii i in.

## Thomas Linacre i historiaRoyal College of Physicians

### Thomas Linacre
Thomas Linacre (Lynaker) urodził się ok. 1460 roku w Canterbury. Tamże uzyskał podstawowe wykształcenie w klasztornej szkole, kierowanej przez Williama Sellinga (Cellinga), pierwszego w Anglii przedstawiciela „Nowej Nauki” (ang. New Learning, nurt humanizmu renesansowego). Studiował na Uniwersytecie Oksfordzkim (1480–1484). Opanował język grecki pod okiem Cornelia Vitellego. W 1484 roku został członkiem All Souls College.

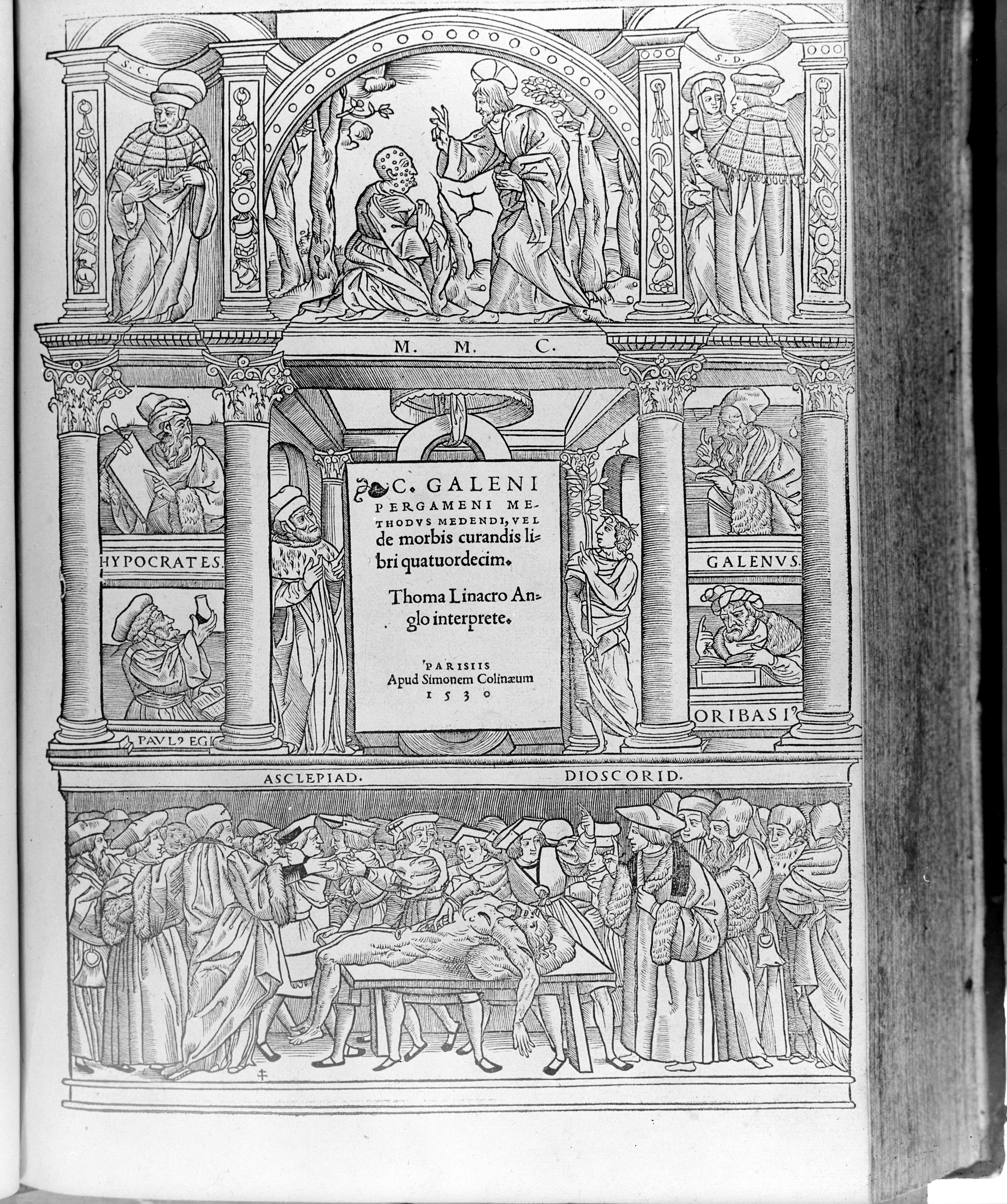
Galen, Methodus medendi, interpretacja angielskojęzyczna, Thomas Linacre (1530)u1

Towarzyszył Sellingowi w czasie jego podróży do Rzymu w charakterze ambasadora Henryka VII. Przebywał m.in. w domu Wawrzyńca Wspaniałego, jednego z najważniejszych polityków doby renesansu (jako kolega jego synów, z których jeden został później papieżem Leonem X). Studiował medycynę w Vicenzy i otrzymał tytuł doktora medycyny w Uniwersytecie Padewskim. Przebywając we Włoszech przez ponad 10 lat (1485–1497) osiągnął bardzo dobrą znajomość łaciny i greki (podziwianą przez Erasmusa). Zdobył też doświadczenie lekarza-praktyka.
Po powrocie do Anglii został lekarzem Henryka VIII, korepetytorem księcia Arthura (syna Henryka VII) oraz doradcą medycznym wielu przedstawicieli najwyższej szlachty i duchowieństwa w kraju (m.in. kardynał Thomas Wolsey, arcybiskup William Warham). Do grona przyjaciół należeli: Tomasz More, Erazm z Rotterdamu, John Colet, William Grocyn i in. W 1520 roku zrezygnował ze stanowiska królewskiego lekarza, gdy został wyświęcony na księdza rzymskokatolickiego. Zaangażował się w tworzenie Royal College of Physicians oraz katedr medycyny greckiej w Oksfordzie i w Cambridge.
Opracował liczne tłumaczenia z greki na łacinę z angielskojęzycznymi objaśnieniami (Thoma Linacro Interprete), m.in. Methodus medendi Claudiusa Galenusa (Paryż, 1519).
Został zapamiętany jako wybitny przedstawiciel rozwijającego się humanizmu renesansowego. O trwałości tej pamięci świadczy utworzenie, po 300 latach od śmierci Thomasa Linacre’a, stanowiska Linacre Proffesor. Wolę jej dalszego zachowania wyraża m.in. nadanie nazwy Linacre College szkole istniejącej w Uniwersytecie Oksfordzkim od 1962 roku lub utworzenie w 2002 roku Thomas Linacre Outpatient Centre w Wrightington Hospital.

### Royal College of Physicians(RCP)

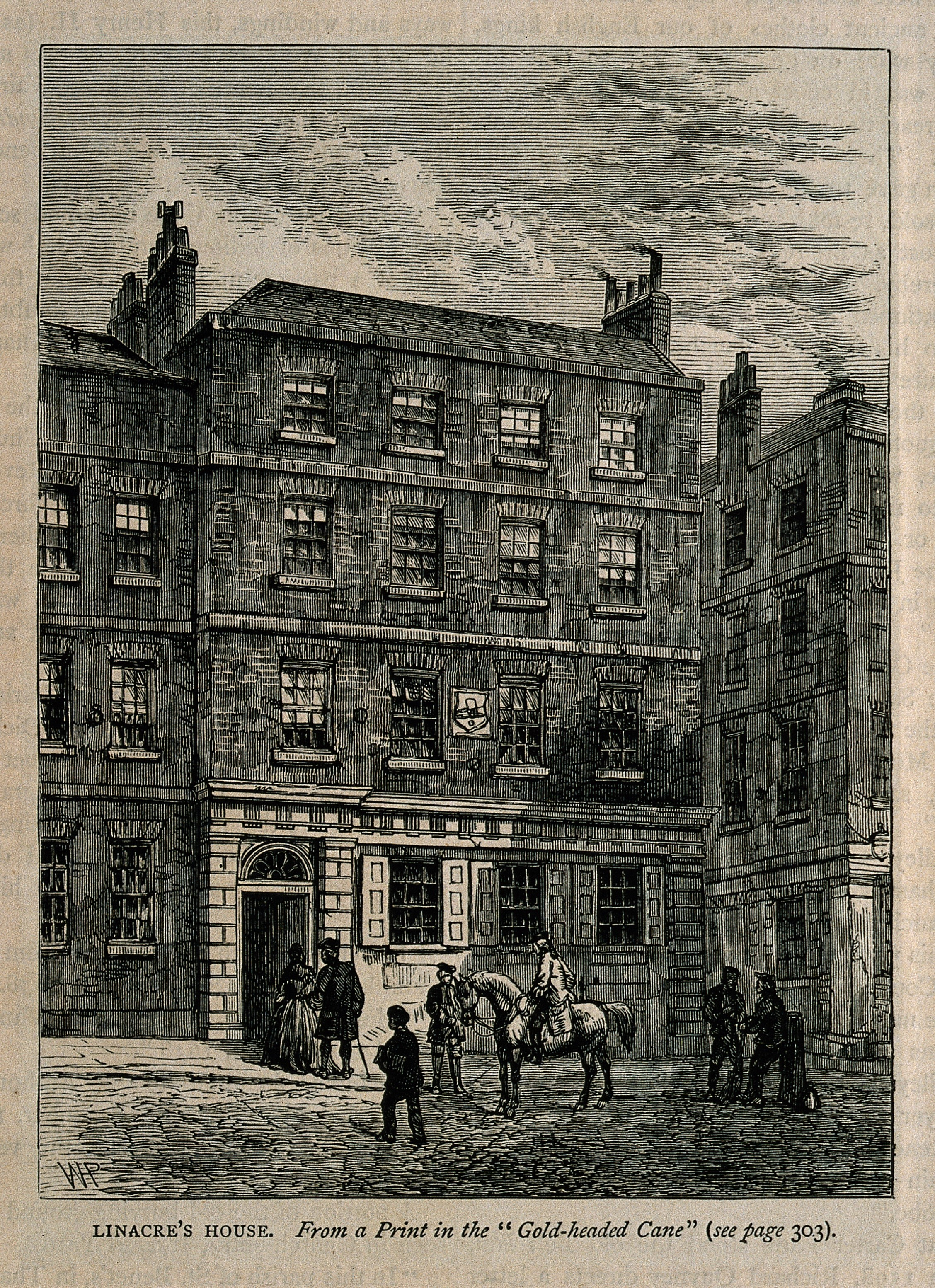
Thomas Linacre's house (zob. [https://books.google.pl/books?id=NOoHAAAAQAAJ&printsec=frontcover&dq=Old+and+New+London:+A+Narrative+of+Its+History,+Its+People,+and+Its+Places&hl=pl&sa=X&ved=2ahUKEwigufLT85buAhWBw4sKHSNxCosQ6AEwAHoECAYQAg#v=snippet&q=%22Linacre's%20House%22&f=false Old and new London: a narrative of its history, its people and its places, W. Thornbury)

Grupa przyjaciół – miłośników włoskiego renesansu – spotykała się w domu Linacre’a przy Knightrider Street w Londynie, nazywanym „Stone House”. Jednym z tematów dyskusji była jakość pomocy medycznej w Londynie. Nie spełniała ona wówczas standardów obowiązujących np. we Włoszech. Leczeniem zajmowały się osoby nieposiadające niezbędnej wiedzy i praktyki. Dyskutowano o konieczności określenia zasad upowszechniania wiedzy i udzielania licencji na prowadzenie praktyki lekarskiej. Wkrótce Thomas Linacre przekonał króla Henryka VIII do oficjalnego upoważnienia kolegium lekarskiego do udzielania takich licencji oraz do karania osób praktykujących bez kwalifikacji i dopuszczających się nadużyć w Londynie i bliskich okolicach miasta.

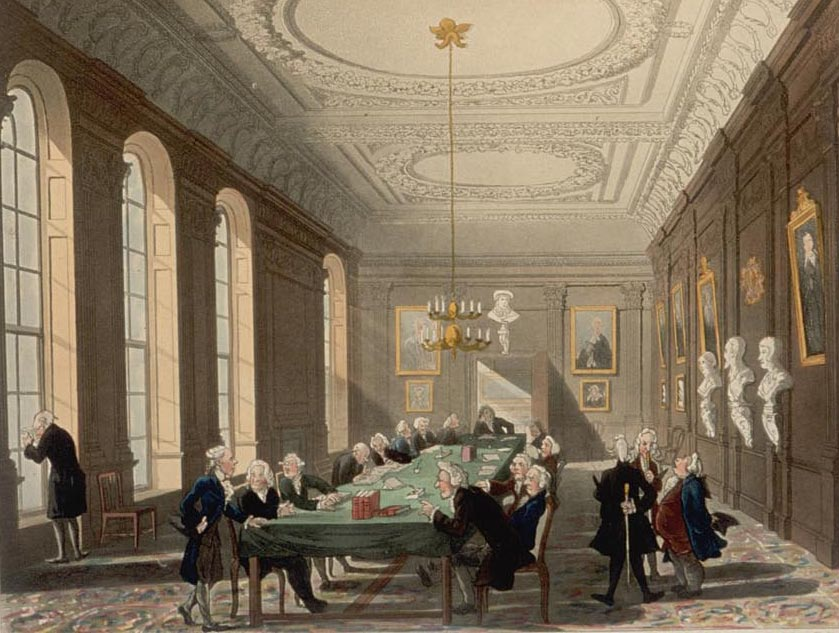
Posiedzenie Kolegium Lekarzy w Oksfordzie
(ilustracja z Microcosm of London, 1808)

W 1518 roku Kolegium Lekarskie (College of Physicians) otrzymało Kartę Królewską (ang. Royal charter), a w 1523 roku angielski parlament uchwalił odpowiednią ustawę dotyczącą całego kraju (zob. ustrój polityczny za panowania Henryka III).
Początkowo College of Physicians (później Royal College of Physicians, RCP) działało w dwóch frontowych pomieszczeniach na parterze „Stone House” (sala konferencyjna i biblioteka). Po śmierci Linacre’a (1524) otrzymało do dyspozycji cały budynek. W miarę rozwoju instytucji stały się konieczne poszukiwania innych lokalizacji, umożliwiających rozszerzenie działalności edukacyjnej (np. wykłady).
500-letnią historię RCP dokumentują bogate zbiory muzealne oraz teksty, np.
- William Munk[18], The Roll of the Royal College of Physicians of London[19]: wyd. 1861 – dwa tomy, okres od utworzenia RCP w 1518 roku do końca XVIII wieku; wyd. 1878 – trzy tomy, okres do 1825 roku
- George Norman Clark, History of the Royal College of Physicians (1964)[20]

## Linacre Professors of Zoology
Stanowisko Linacre Professor utworzono w Uniwersytecie Oksfordzkim w 1857 roku. Było powierzane zasłużonym przyrodnikom i lekarzom, wykładowcom np. fizjologii, anatomii lub anatomii porównawczej. W kolejnych latach określano je poprzez wskazanie całego zakresu nauki o zwierzętach (zoologii) – Linacre Professor of Zoology. Linacre Professors prowadzili badania w różnych dziedzinach tej nauki. Przegląd ich dokonań ilustruje postęp nauk przyrodniczych od okresu powstawania teorii ewolucji do współczesności.

### XIX wiek

#### George Rolleston, okres 1859–1881

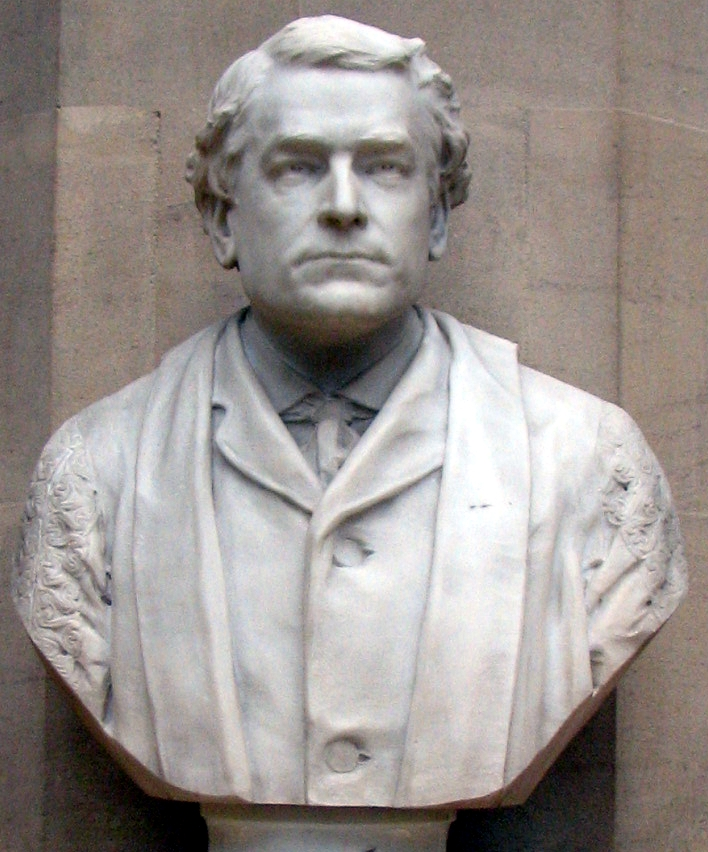
Popiersie George’a Rollestona
w Oxford University Museum of Natural History

Stanowisko Linacre Professor zajął jako pierwszy George Rolleston (1829–1881), Linacre Professor of Physiology – lekarz (chirurgia, anatomia, fizjologia) i biolog zainteresowany różnorodnością i zmiennością form życia. W oksfordzkiej debacie nt. teorii ewolucji, która odbyła się w 1860 roku, stawał po stronie Thomasa Huxleya (zob. wczesny darwinizm), z którym był zaprzyjaźniony. Udział w tej i innych ówczesnych debatach skłonił go do własnych porównań czaszek małp i człowieka, zgromadzonych w Uniwersyteckim Muzeum Historii naturalnej (zob. ewolucja mózgu ludzkiego).
George Rolleston jest autorem książki Forms of animal life: a manual of comparative anatomy,
wydanej w Oksfordzie w 1870 roku (wznowionej w 1887)
i wielu innych tekstów, których zbiór został opublikowany pośmiertnie w 1884 roku (red. William Turner) jako Scientific Papers and Addresses (vol. I i II).

#### Henry Nottidge Moseley, okres 1881–1891
Profesora George Rollestona zastąpił Henry Nottidge Moseley (1844–1891), Professor of Human and Comparative Anatomy – przyrodnik uczestniczący m.in. w Government Eclipse Expedition to Ceylon (obserwacje zaćmienia Słońca w grudniu 1871 roku) i Challenger Expedition (1872–1876). Był wytrwałym poszukiwaczem nieznanych gatunków morskich bezkręgowców (np. Helioporidae Moseley, 1876), jednak jest wymieniany również w International Plant Names Index.

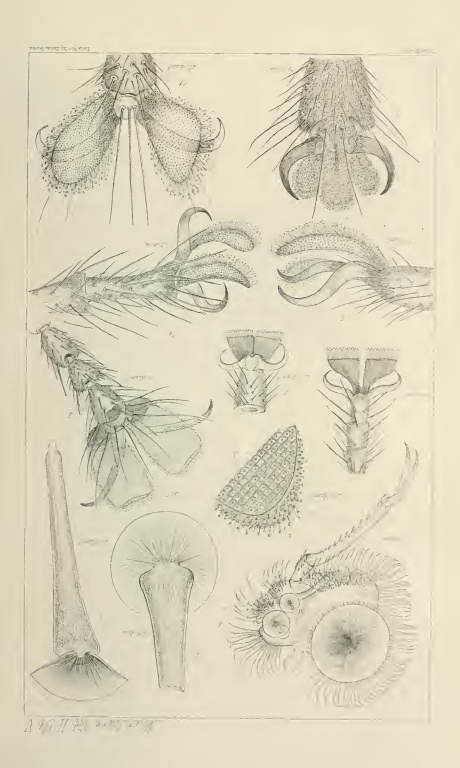
Strona Quarterly journal of microscopical science (red. H.Moseley i R.Lankester)

Henry Nottidge Moseley był rekomendowany do Royal Society w 1877 roku przez Karola Darwina, George’a Rollestona, E. Raya Lankestera i in.. Upamiętnił się jako współtwórca Plymouth Laboratory of the Marine Biological Association i Quarterly Journal of Microscopical Science.

#### Edwin Ray Lankester, okres 1891–1898
Kolejnym biologiem na stanowisku Linacre Professor (Professor of Human and Comparative Anatomy) był od 1891 roku Sir Edwin Ray Lankester (1847–1929), zoolog, badacz ewolucyjnego rozwoju pierwotniaków i bezkręgowców, zajmujący wcześniej (1874–1991) stanowisko Jodrell chair of zoology w UCL.

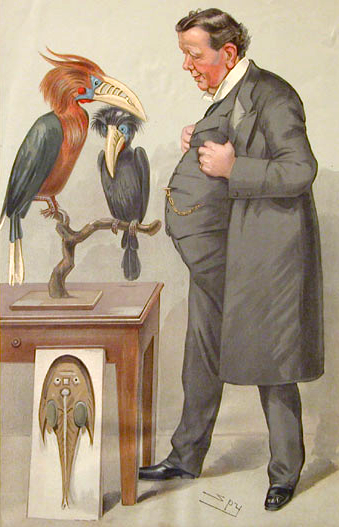
Ray Lankester

Był dyrektorem Muzeum Historii Naturalnej w Londynie, popularyzatorem nauki, autorem licznych publikacji, wydawcą-założycielem czasopisma Quarterly Journal of Microscopical Science, ISSN 0370-2952 (współcześnie Journal of Cell Science, J. Cell Sci.) oraz wydawcą wielotomowego zbioru pt. A treatise on zoology. W wersji zdigitalizowanej są dostępne:
Part 1. Introduction and Protozoa, zeszyt 1 i zeszyt 2
Part 2. The Porifera and Coelentera
Part 3. The Echinoderma
Part 4. The Platyhelmia, Mesozoa, and Nemertini
Part 5. Mollusca
Part 7. Appendiculata
Part 9. Vertebrata Craniata

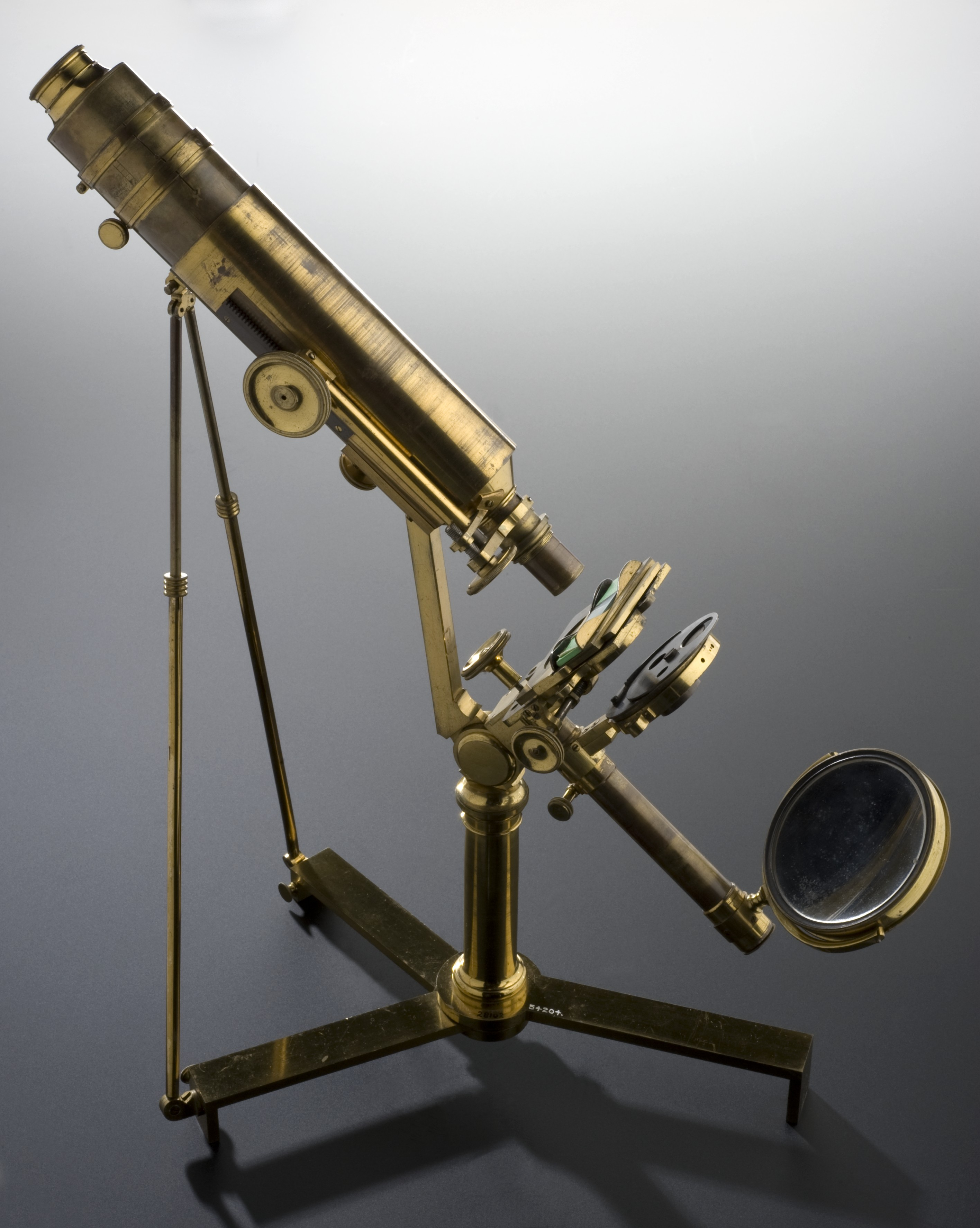
Pierwszy mikroskop achromatyczny, wykonany dla J. Listera (1827–1912)

Wśród autorów tekstów zamieszczonych w zbiorze znajdują się uczniowie i przyszli następcy Lankestera na stanowisku Linacre Professor (Walter Frank Raphael Weldon, Gilbert Charles Bourne, Edwin Stephen Goodrich) oraz Joseph Lister, Arthur Willey i in.

#### Walter F.R. Weldon, okres 1899–1906
W ostatnim roku XIX wieku stanowisko Linacre Proffesor zajął Walter F.R. Weldon (1860–1906). W czasie studiów jego profesorami byli m.in. E.R. Lankester (zoolog) i Olaus Henrici (matematyk i mechanik zainteresowany maszynami obliczeniowymi, planimetrami i in. urządzeniami technicznymi) i Francis Balfour (morfolog). Pod ich wpływem porzucił pierwotny zamiar poświęcenia się medycynie. Został specjalistą w dziedzinie nauki o zmienności populacji organizmów (biologia ewolucyjna, w tym antropologia), twórcą biometrii, nazywanej również biostatystyką – nauki o możliwościach wykorzystywania wyników różnorodnych pomiarów – licznych zbiorów danych gromadzonych w fizjologii, genetyce, medycynie, ekologii, naukach rolniczych, hodowli i in. – z użyciem metod statystyki matematycznej.

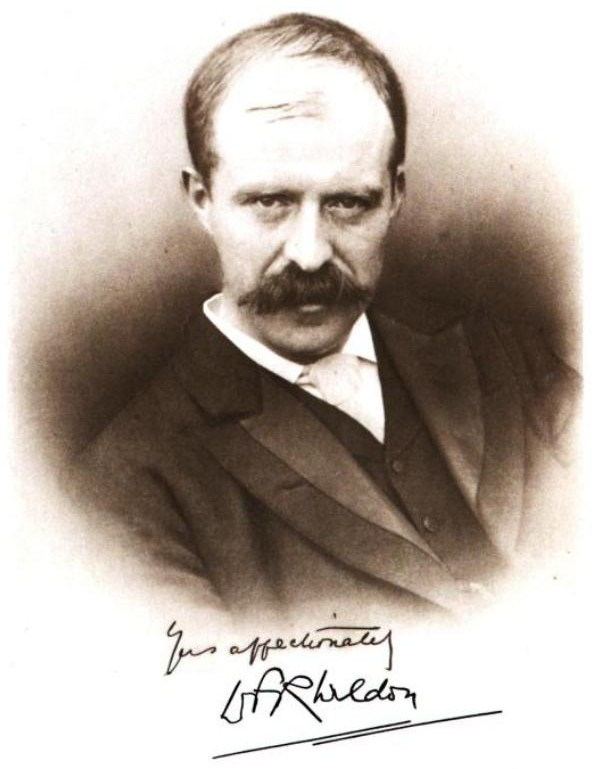
Walter Weldon (Biometrika, październik 1906, s.1)

W celu popularyzacji metod biometrycznych utworzył – z Francisem Galtonem (zob. Nature versus nurture) i Karlem Pearsonem (zob. współczynnik korelacji Pearsona) – czasopismo Biometrika. Galton, Pearson i Weldon należeli też do Royal Society Committee – komisji utworzonej w celu statystycznych badań zmienności organizmów (For the Purpose of conducting Statistical Enquiry into the Variability of Organisms). Welton był przekonany, że jedynym narzędziem umożliwiającym eksperymentalne potwierdzenie hipotezy Darwina jest statystyka. W jednym z raportów zawarł często cytowane zdanie:

… the questions raised by the Darwinian hypothesis are purely statistical, and the statistical method is the only one at present obvious by which that hypothesis can be experimentally checked.

W serii artykułów wydanych pt. Contributions to the mathematical theory of evolution Karl Pearson analizował zbiory danych, zgromadzonych przez Weldona, np. rezultatów rzutów kostką do gry (kości Weldona) lub wyników pomiarów okazów zebranych w środowisku naturalnym (np. długość kolców larw skorupiaków).

### XX wiek

#### Gilbert Charles Bourne, okres 1906–1921

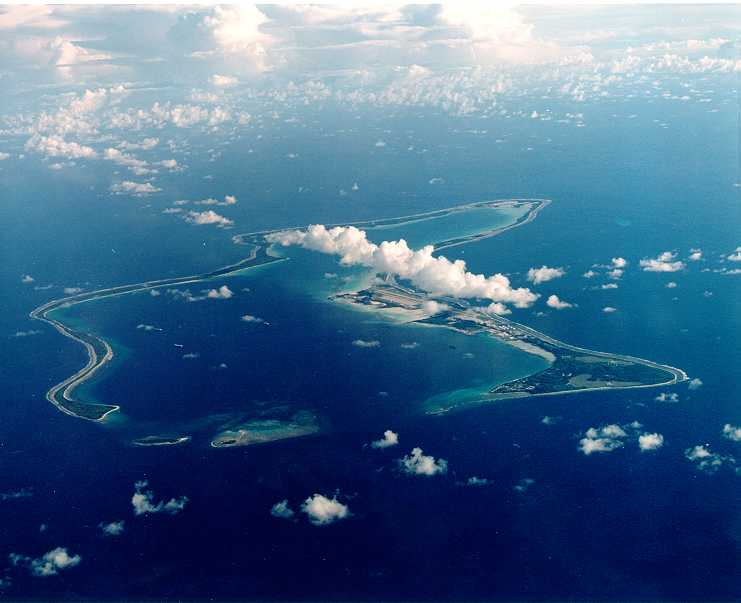
Atol Diego Garcia

Gilbert Charles Bourne (Professor of Comparative Anatomy) należał do grupy studentów biologii, którzy w Muzeum Historii Naturalnej Uniwersytetu Oksfordzkiego słuchali wykładów zoologii i anatomii porównawczej prowadzonych przez H.N. Moseleya, dzielącego się ze słuchaczami świeżymi wrażeniami z Challenger Expedition. Zakres zainteresowań rozszerzył się w czasie krótkiego pobytu w laboratorium Augusta Weismanna, twórcy teorii teorii plazmy zarodkowej (pobyt we Fryburgu Bryzgowijskim w czasie letnich studenckich wakacji miał na celu poznanie nowych technik badawczych i udoskonalenie znajomości języka niemieckiego). Wkrótce po studiach prowadził badania naukowe na atolu koralowym Diego Garcia, weryfikując wcześniejsze teorie dot. mechanizmu jego powstawania. Wzbogacił muzeum w Oksfordzie kolekcją koralowców, które opisał w cenionych artykułach naukowych, np. na temat podgromady Octocorallia. Publikowane teksty nie ograniczały się do zagadnień z wąskiej specjalności (np. A Textbook of Oarsmanship: A Classic of Rowing Technical Literature)

#### Edwin Stephen Goodrich, okres 1921–1946

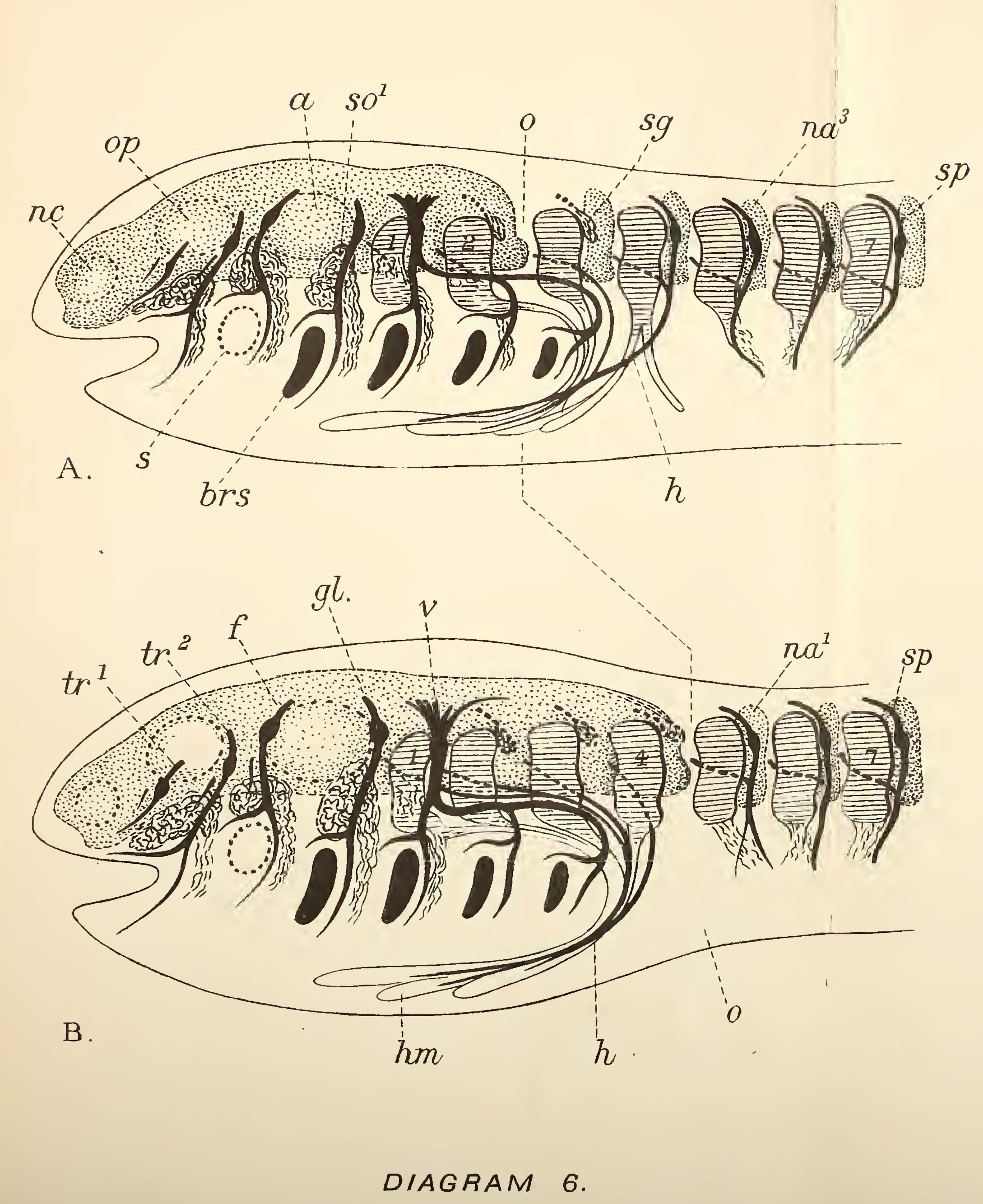
Porównanie segmentacji ciała płaza Amphibian (A) i ssaka Amniote (B); Goodrich 1913

Edwin Stephen Goodrich był uczniem R. Lankestera, a później jego asystentem i współpracownikiem. Był zainteresowany przede wszystkim anatomią porównawczą i embriologią organizmów morskich otoczenia Plymouth, Roscoff, Banyuls-sur-Mer, Neapolu, Helgolandu, Bermudów, Madery i Wysp Kanaryjskich, problemami ewolucji. Korzystał z badawczych narzędzi paleontologii i technik mikroskopowych (był redaktorem Quarterly Journal of Microscopical Science, The Journal of Cell Science). Wykazał m.in. że podobnie wyglądające części ciała zwierząt mogą pełnić różne funkcje (np. kanaliki czynne w czasie uwalniania komórek rozrodczych i w czasie wydalania). Opublikował m.in.:
- 1895 – On the coelom, genital ducts, and nephridia[65]
- 1909 – The Vertebrata Craniata (Cyclostomes and Fishes (tom 9. Treatise on Zoology)[47]
- 1913 – Metameric segmentation and homology[66]
- 1924 – Living organisms: an account of their origin and evolution[67]
- 1930 – Studies on the structure and development of Vertebrates[68]

#### Alister Hardy, okres 1946–1961

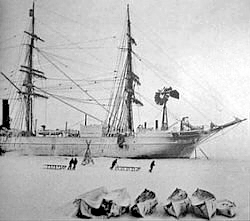
RRS Discovery

Alister Hardy (profesor Uniwersytetu Oksfordzkiego, FRS) był zoologiem zafascynowanym różnymi aspektami biologii morza, w tym złożonymi sieciami troficznymi, tworzonymi przez plankton, ryby, walenie i in. (ekosystem wodny). Uczestniczył w antarktycznej wyprawie badawczej RRS Discovery w latach 1925–1927, opracowując oficjalne raporty (zob. też badania Antarktydy).
Próbował wyjaśniać bioróżnorodność obserwowanych ekosystemów i jej zmienność. Analizował problem miejsca człowieka w przyrodzie, starając się uwzględniać opinie zwolenników i przeciwników teorii ewolucji. Podejmował próby rozwiązania takich problemów z pogranicza nauki i wiary, jak przeżycia mistyczne i starał się wywołać naukową debatę nt. przypuszczeń, że antropogeneza zaszła w środowisku wodnym (zob. hipoteza wodnej małpy). W 1961 roku zrezygnował ze stanowiska profesora zoologii uważając, że wymienione tematy nie mieszczą się w zakresie tej dyscypliny naukowej (założył Religious Experience Research Centre; zob. David Hay).
Jest autorem m.in. książek:
- 1959 – The Open Sea. Its Natural History (Part I) The World of Plankton i The Open Sea. Its Natural History (Part II) Fish & Fisheries[71][72]
- 1965 – The Living Stream: A Restatement of Evolution Theory and its Relationship to the Spirit of Man[73]
- 1968 – Great waters; a voyage of natural history to study whales, plankton, and the waters of the Southern Ocean[74]
- 1975 –The Biology of God: A Scientist's Study of Man the Religious Animal[f][75]
- 1978 –The Divine Flame: An Essay Towards A Natural History of Religion, The Religious Experience Research Unit (Manchester College)
- 1979 –The Spiritual Nature of Man: Study of Contemporary Religious Experience, Oxford University Press

#### John William Sutton Pringle, okres 1961–1979
John W.S. Pringle (1912–1982) był zoologiem, pracującym przed wybuchem II wojny światowej University of Cambridge. Interesował się głównie entomologią, w tym neurofizjologią zmysłów (np. propriocepcja) umożliwiających owadom np. orientację przestrzenną i możliwości poruszania się w wybranym kierunku. W czasie wojny służył w badawczo-rozwojowej jednostce TRE (ang. Telecommunications Research Establishment), wykonującej dla RAF badania dotyczące radionawigacji, zastosowań radaru i podczerwieni (współtworzył system nawigacji nazwany Rebecca/Eureka transponding radar). Po wojnie wrócił do Cambridge, gdzie kontynuował badania entomologiczne.

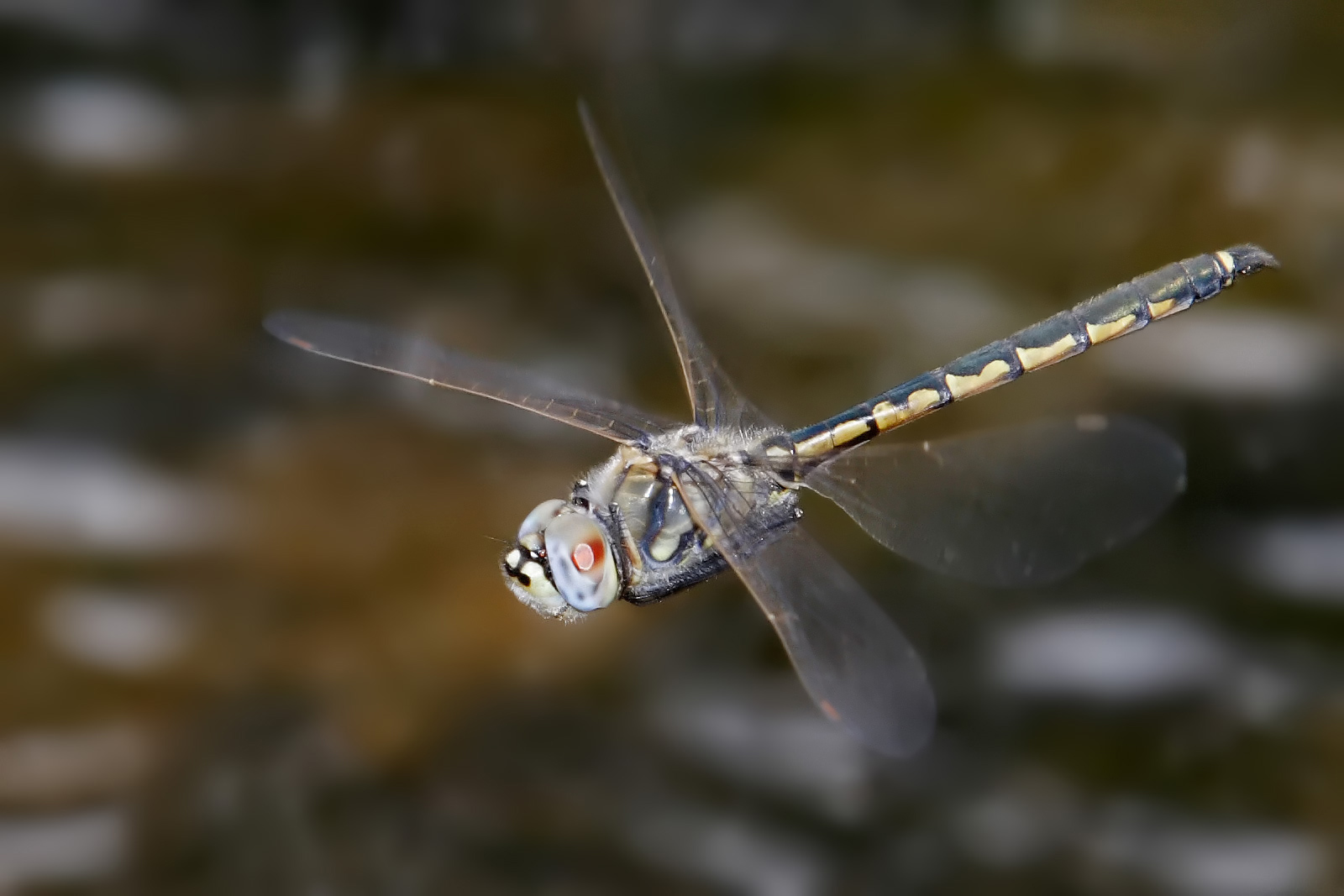
Hemicordulia tau w locie

Jest m.in. autorem artykułów:

- 1938 – Proprioception in insects
- 1939 – The motor mechanism of the insect
- 1940 – The reflex mechanism of the insect
- 1948 – The gyroscopic mechanism of the halteres of Diptera
- 1954 – A physiological analysis of cicada song
- 1957 – The structure and evolution of the organs of sound production in cicadas

W grudniu 1960 roku otrzymał propozycję objęcia stanowiska Linacre Professor, zwalnianego przez Alistera Hardy’ego. Zdecydował się na przeniesienie do Oksfordu w czerwcu 1961 roku, po otrzymaniu obietnicy budowy tamże nowego laboratorium zoologicznego. Budowa napotykała na liczne trudności. Zakończenie budowy i uruchomienie stanowisk badawczych opóźniło się. Dopiero w 1963 roku Priangle wygłosił swój wykład inauguracyjny pt. „Dwie biologie”.
Wykład „Dwie biologie”

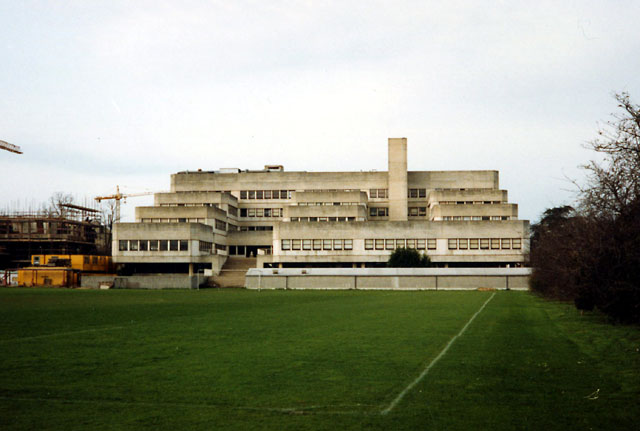
Tinbergen Building ― w latach 1971–2017 miejsce badań naukowych i edukacji w zakresie psychologii społecznej, zoologii, nauk biologicznych i biochemii

Wykład był apelem o edukację i badania dotyczące zagadnień interdyscyplinarnych, o połączenie tradycyjnej „zoologii organizmów” z sąsiednimi obszarami nauk biologicznych, społecznych i innych (np. ekologia), związanym z trwającą w okresie 1959–1963 gorącą dyskusją, którą zainicjował C.P. Snow. Snow – autor książki „Dwie kultury” – wskazał problem wzajemnego niezrozumienia między środowiskiem humanistów („intelektualistów literackich”) i naukowców (przyrodników, fizyków i in.). Problem nie został rozwiązany do końca XX wieku. Priangle sugerował, że Snow, jako fizykochemik, nie dostrzegł możliwości połączenia „dwóch kultur” mostem zbudowanym dzięki biologii. Po wykładzie „Dwie biologie” rozwinęła się w Uniwersytecie Oksfordzkim debata, w której uczestniczyli: Michael Argyle, E.W. Ardener i Henri Tajfel (psychologia społeczna), A.H. Halsey (socjologia), G. Ainsworth Harrison (antropologia fizyczna), przyszły laureat Nagrody Nobla Nikolaas Tinbergen (etologia i ornitologia), Edmund Brisco Ford (pionier genetyki ekologicznej) i inni.

#### Richard Southwood, okres 1979–1993
Richard Southwood (1931–2005) od wczesnego dzieciństwa, spędzanego na rodzinnej farmie w okolicach Gravesend (hrabstwo Kent), pasjonował się przyrodą (zwłaszcza owadami). Gromadził kolekcje motyli, zapamiętywał nazwy gatunków i poznawał zasady taksonomii oraz podstawy ekologii. Obserwował ekosystem pobliskiego stawu, ptaki (już w 1947 roku opublikowano w czasopiśmie British Birds jego notatkę pt. Sun-bathing by birds) i inne. Wczesne zainteresowania historią naturalną wspierała rodzina. Studiował w Imperial College London uzyskując stopnie naukowe w dziedzinie biologii (BSc) i botaniki (MSc). Studia doktoranckie odbył w dziedzinie zoologii w stacji doświadczalnej Rothamsted Experimental Station. W 1967 roku został kierownikiem Katedry Zoologii i Entomologii Stosowanej oraz dyrektorem Imperial College's Field Station w Silwood Park (zob. park naukowy). Prowadził długoterminowe badania fauny owadów różnych gatunków drzew (ekologia entomologiczna) oraz wpływu rolnictwa na naturalne ekosystemy. Opracowywał modele ekosystemów, ułatwiające ich ochronę.
W 1979 roku został Linacre Profesorem zoologii i członkiem Merton College. Kierował Wydziałem Zoologii do 1989 roku, gdy został wicekanclerzem uniwersytetu (zainicjował reformę zarządzania uczelnią). W 1993 roku wrócił do pracy badawczej i dydaktycznej. Wygłaszane w Oksfordzie dla studentów pierwszego roku wykłady licencjackie opublikowano pod tytułem The Story of Life.
W latach 1981–1985 był przewodniczącym Królewskiej Komisji ds. Ochrony Środowiska. Wydany w 1983 roku raport w sprawie zanieczyszczenia ołowiem zwrócił powszechną uwagę na ten problem. Przewodniczył też Krajowej Radzie Ochrony Radiologicznej (1985–1994). Był również pierwszym kierownikiem Katedry Nauk o Środowisku i Polityki Uniwersytecie Środkowoeuropejskim w Budapeszcie (1993–1994).
Jest autorem licznych, wielokrotnie wznawianych książek, m.in.:
- The story of life, 32 wydania w latach 2002–2007 (3 wersje językowe, w tym Historia życia)[86]
- Ecological methods, with particular reference to the study of insect populations[88], 147 wydań w okresie 1966–1996
- Insects on plants : community patterns and mechanisms, 18 wydań w okresie 1980–1984[89]

#### Roy M. Anderson, okres 1993–2000
Sir Roy Anderson jest epidemiologiem, ekologiem i biomatematykiem. Współtworzył – wraz z Robertem Mayem – epidemiologię teoretyczną, traktowaną jako pogranicze matematyki, biologii i ekologii. Tworzy lub udoskonala narzędzia umożliwiające podejmowanie racjonalnych decyzji w sprawach ochrony zdrowia publicznego i ochrony środowiska. W latach 1978–1979 rozwiązywał problemy różnych zakażeń wirusowych, bakteryjnych i pasożytniczych ludzi, zwierząt gospodarskich i organizmów stanowiących elementy ekosystemów. Od wybuchu pandemii COVID-19 uczestniczy w analizach możliwości jej zahamowania (odszedł ze stanowiska Linacre Professor w związku z konfliktem interpersonalnym). Jest autorem lub współutorem wysoko ocenianych publikacji, m.in.
- 1978 – Regulation and stability of host-parasite population interactions: I. Regulatory processes
- 1979 – Population biology of infectious diseases
- 1981 – numer Phil. Trans. pt. The Population Dynamics of Microparasites and Their Invertebrate Hosts[93]
- 1996 – Transmission dynamics and epidemiology of BSE in British cattle
- 2003 – Transmission dynamics of the etiological agent of SARS in Hong Kong: impact of public health interventions
- 2017 – A systematic review of longitudinal studies which measure Alzheimer’s disease biomarkers
- 2020 – Challenges in creating herd immunity to SARS-CoV-2 infection by mass vaccination

### XXI wiek

#### Peter W.H. Holland, od 2002 roku
W 2002 roku stanowisko Linacre Professor of Zoology zajął Peter W.H. Holland (ur. 1963), zoolog z Merton College, koncentrujący się na rozwiązywaniu problemów ewolucji molekularnej, zachodzącej na poziomie DNA lub RNA (genetyka molekularna, zastosowanie metod biologii molekularnej). Jest autorem lub współautorem m.in. publikacji dotyczących ewolucyjnej biologii rozwoju („evo-devo”), w tym badań nad drzewem filogenetycznym (zob. filogenetyka), intensywnie prowadzonych od chwili odkrycia genów homeotycznych (zob. też Geny Hox):
- 1994 – Gene duplications and the origins of vertebrate development, P.W. Holland, J. Garcia-Fernàndez, N.A. Williams, A. Sidow
- 1994 – Archetypal organization of the amphioxus Hox gene cluster, J. Garcia-Fernández, P.W. Holland
- 1996 – Hox genes and chordate evolution, P.W. Holland, J. Garcia-Fernàndez
- 1998 – The ParaHox gene cluster is an evolutionary sister of the Hox gene cluster, N.M Brooke, J. Garcia-Fernàndez, P.W. Holland
- 2000 – The amphioxus Hox cluster: deuterostome posterior flexibility and Hox14, D.E.K. Ferrier, C. Minguillón, PWH Holland, J. Garcia-Fernàndez
- 2005 – The evolution of homeobox genes: Implications for the study of brain development, Peter W.H. Holland, Tokiharu Takahashi

W 2011 roku ukazała się jego popularna książka z serii „Krótkie wprowadzenia”, zatytułowana: The Animal Kingdom: A Very Short Introduction.

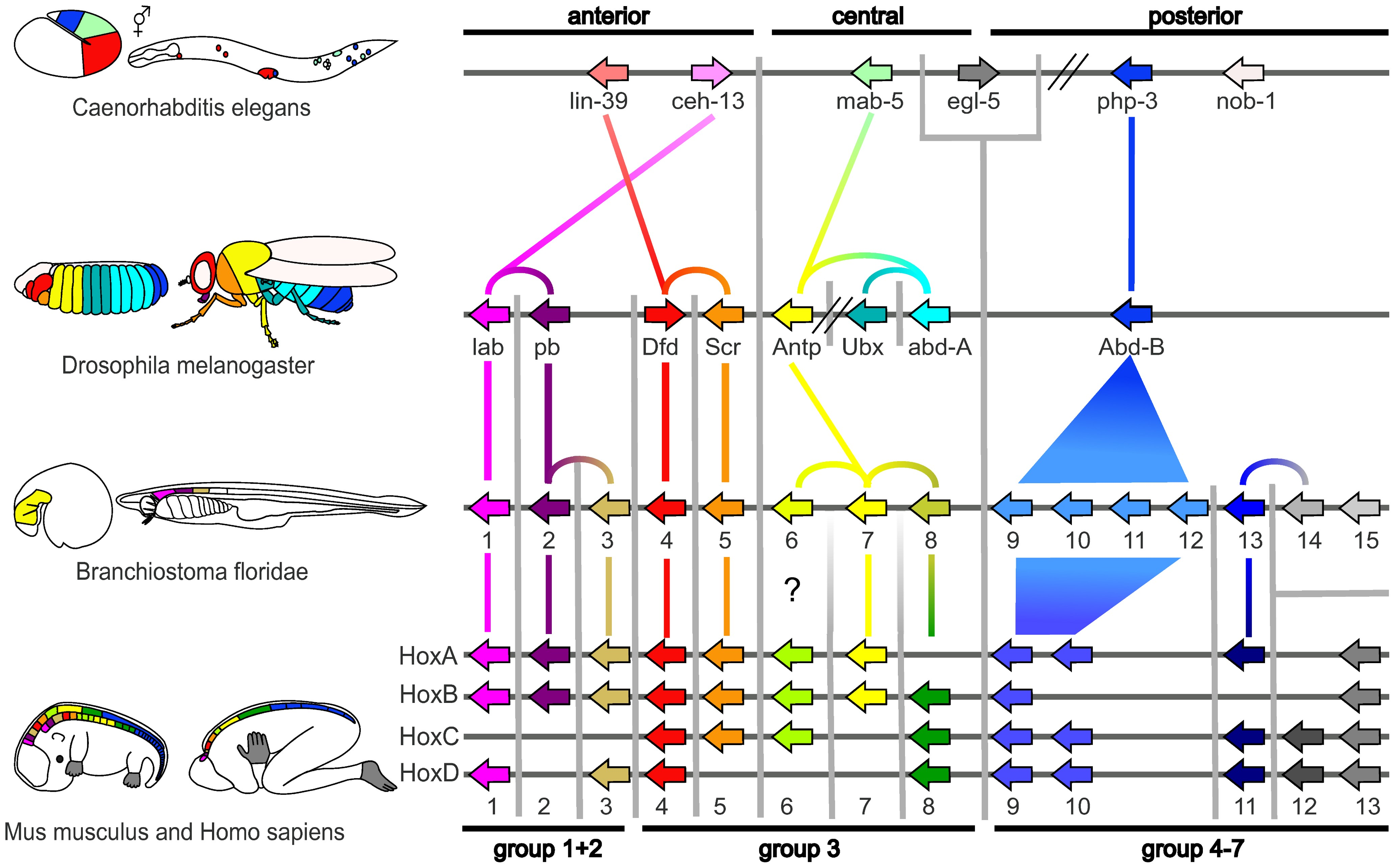
Geny Hox kształtują budowę ciała różnych zwierząt kontrolując ich rozwój embrionalny (np. budowa kończyn)
Źródło ilustracji: Improving Hox Protein Classification…, S.D. Hueber i wsp. (cytowane prace P. Hollanda z lat 1994 i 2010)

### Niektóre kierunki dalszych działań
Współczesne problemy ochrony zdrowia ludności Ziemi oraz ochrony środowiska wciąż wymagają wzmacniania globalnej interdyscyplinarnej współpracy naukowców oraz doskonalenia organizacji badań naukowych, systemów opieki zdrowotnej itp.
Wykład Organising World Health; Science and Politics from AIDS to Zika
Southwood Memorial Lecture wygłosił w 2008 roku prof. Christopher Dye, absolwent Wydziału Zoologii Uniwersytetu Oksfordzkiego, którego zainteresowania rozwijały się pod wpływem prof. Southwooda, który m.in. zasugerował swojemu doktorantowi badanie roli Aedes aegypti w procesie rozprzestrzeniania się chorób (żółta febra, denga, później wirus Zika). Christopher Dye prowadził w latach 1982–1996 w Imperial College i London School of Hygiene and Tropical Medicine badania owadów krwiopijnych jako wektorów leiszmaniozy, malarii i ślepoty rzecznej w Afryce, Azji i Ameryce Południowej. Od 1996 roku pracował w WHO, gdzie opracowywał metody analizy zbiorów danych z monitoringu chorób zakaźnych, takich jak ebola i gruźlica. W latach 2014–2018 był dyrektorem ds. strategii w Biurze Dyrektora Generalnego WHO. Chris Dye zwrócił uwagę zgromadzonych na wykładzie naukowców na ścisłą zależność zdrowia publicznego od jakości komunikacji naukowej i kontaktów z decydentami polityki zdrowotnej, np. w sprawach inwestycji w zdrowie publiczne, przystępności cenowej leków itp.
Budowa Life and Mind Building
W 2019 roku podjęto decyzję o rozbiórce Tinbergen Building. Jej przyczyną było wykrycie azbestu w materiałach konstrukcyjnych (zob. Asbestos and the law i Chronology of Asbestos Bans and Restrictions). Wkrótce zaprojektowano nowy budynek, większy i bardziej nowoczesny od dotychczasowego. Jego nowa nazwa – Life and Mind Building („Budynek Życia i Umysłu”) – wyraża wolę dalszego rozwijania współpracy dwóch wydziałów uniwersyteckich: wydziału psychologii eksperymentalnej (informacje nt. wydziału psychologii na Uniwersytecie Oksfordzkim – zob. prof. Lawrence Weiskrantz, 114 Years of Experimental Psychology in Oxford) i nowego wydziału biologii (połączenie zoologii z naukami o świecie roślin).